# 樱木JR
樱木JR（桜木ジェイアール，1976年10月30日—），原名米尔顿·J·R·亨德森（Milton "J.R." Henderson），生于美国贝克斯菲尔德，日本籍职业篮球运动员，司职前锋。
亨德森就读于加利福尼亚大学洛杉矶分校，在1998年NBA选秀中第二轮第56顺位被温哥华灰熊选中，在他大二和大三赛季的时候入选了大西洋大十联盟的第一阵容。並打了一個賽季，之後兩年他碾轉於拉斯維加斯，法國，波多黎各和菲律賓的夏季聯賽，现效力于JBL日本篮球联赛的爱信海马，2006年每場平均獲得21.5分和11.6個籃板。
2007年7月16日，亨德森宣布他拿到了日本国籍，为了可以代表日本国家篮球队出征2008年北京奥运会。
2012年男籃亞錦資格賽，櫻木JR無預期選入日本國家隊12人之中，對上中華台北隊，共獲得19分，10籃板，助日本國家隊以90:78擊退中華台北隊。
櫻木稱其為了讓自己能夠早點融入日本環境，目前正練習學習基本的日本語，並計劃長期留在日本，短期內還沒打算會回美國。

## 姓氏的由來
之所以會取名為櫻木，是因為想讓人感到自己身為日本人的歸化存在，並感受到日本櫻花希望的感覺，曾有人認為之所以取名同時令人聯想到知名流行漫畫灌籃高手主角櫻木花道，也姓櫻木剛好足以對應聯想，然而櫻木稱在他取名前並未知道這部漫畫，取相同名完全是一種純粹的偶然。